# پارک ملی لانگسوا
پارک ملی لانگسوا (به لاتین: Langsua National Park) یک پارک ملی در نروژ است که در Øystre Slidre واقع شده‌است.

## جغرافیا
این پارک در مجموع از ۵۳۷٫۱ کیلومتر مربع وسعت دارد.

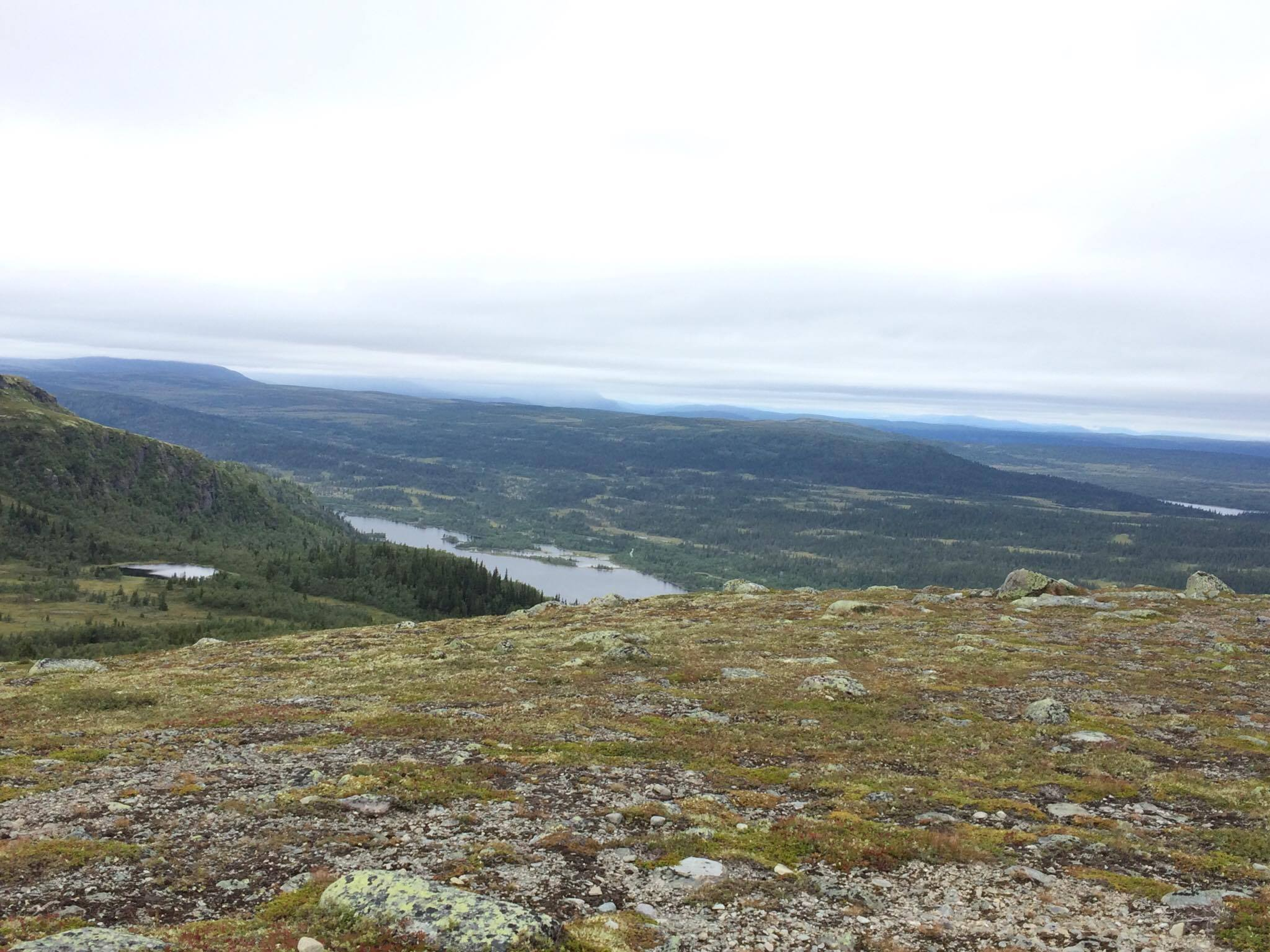
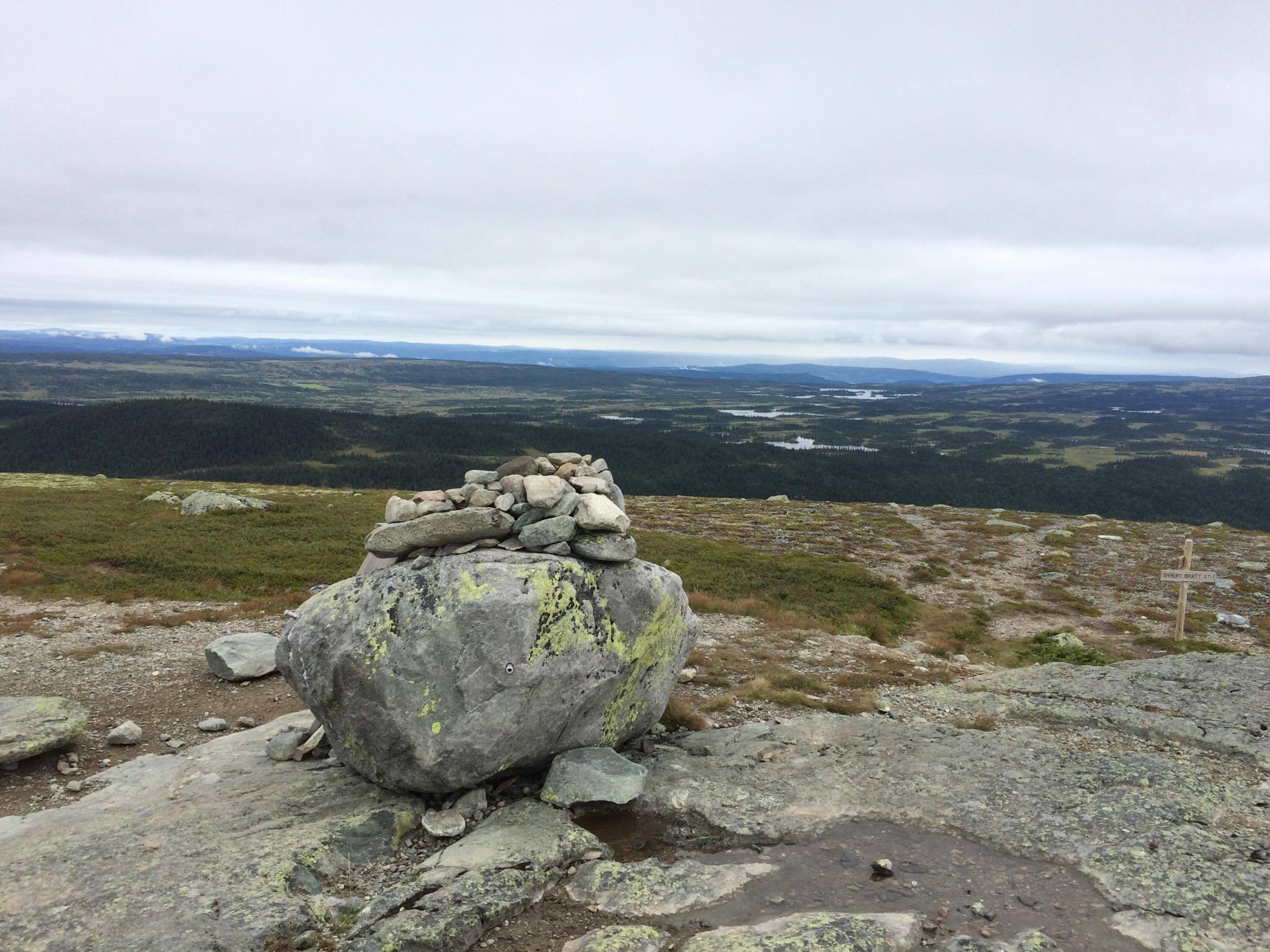
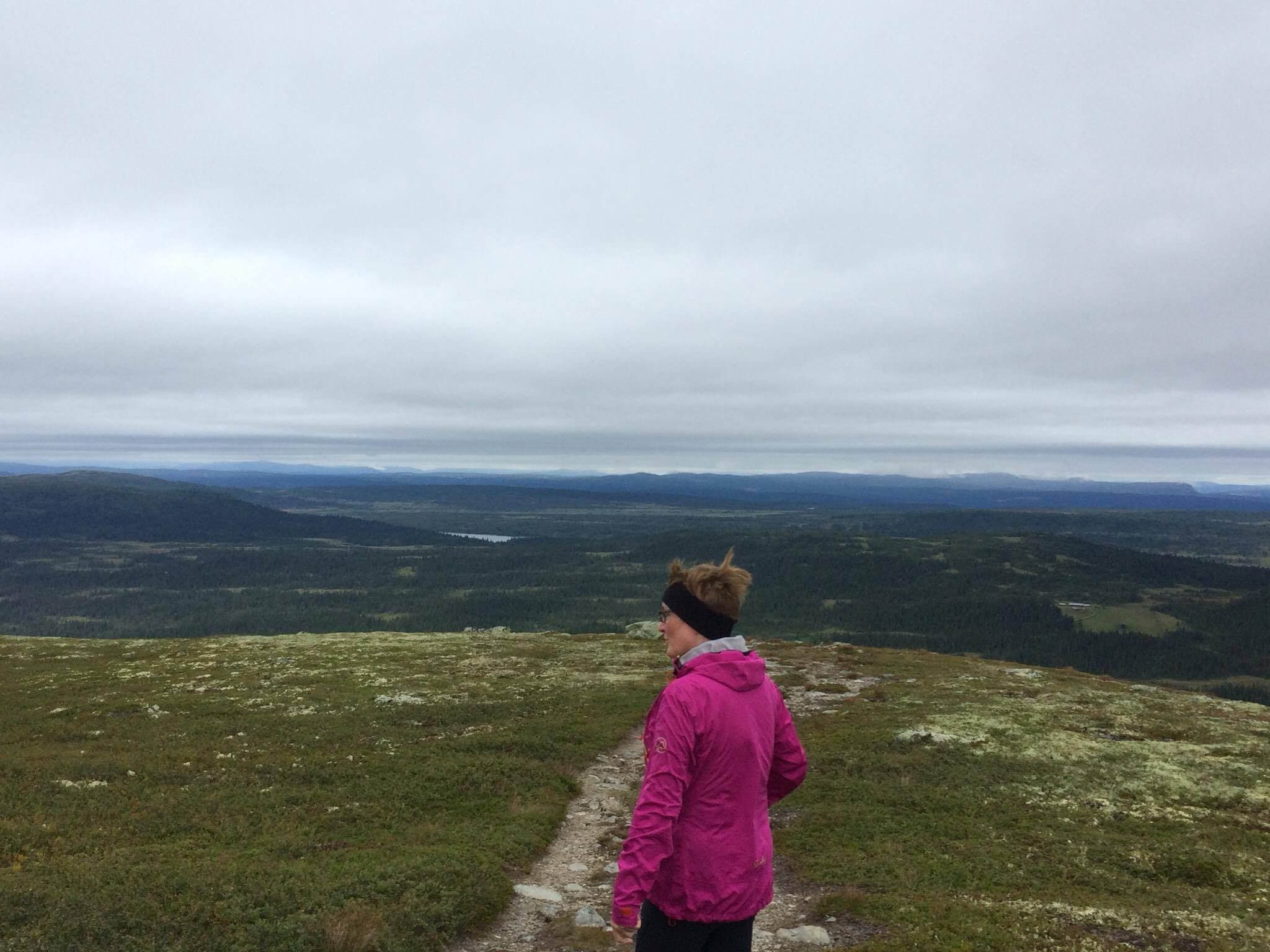